# 夸祖魯
夸祖魯 （KwaZulu）是南非種族隔離政府設立的一個班圖斯坦，作為祖魯族的“家園”。1977年自納塔爾省宣佈「自治」。1994年重新併入南非，成为現在夸祖魯-納塔爾省的一部分。